# Фам Нят Вионг
Фам Нят Вионг (в'єт. Phạm Nhật Vượng; нар. 5 серпня 1968, Ханой, В'єтнам) — підприємець, перший мільярдер В'єтнаму.

## Біографія
Народився у бідній родині. Батько служив у військах ППО Північного В'єтнаму, мати — продавчиня чаю на вулиці. Завдяки відмінним результатам з математики отримав стипендію на навчання. У 1993 році закінчив Московський геологорозвідувальний інститут (Росія) за спеціальністю «економіка».
Після одруження на інститутській подрузі відкрив у Харкові свій перший бізнес — в'єтнамський ресторан. Потім почав випуск локшини швидкого приготування, зайнявши гроші під 8 % в місяць. «Українці були дуже бідні і дуже голодні», — згадує Вионг. Його бренд «Мівіна» (локшина швидкого приготування) став в Україні дуже популярним, а саме найменування бренду — загальним для вермішелі швидкого приготування. Продав свою компанію «Техноком» концерну Nestle за 150 млн доларів у 2010 році.
Паралельно почав інвестувати прибуток в об'єкти нерухомості у В'єтнамі через створену ним компанію Vingroup. У число проєктів Vingroup входять курортні зони під брендом Vinpearl (в Нячангу, Фукуоці, Данангу і Халонзі), торгові комплекси під брендом Vincom (флагманом є Vincom Bà Triệu в Ханої), елітні житлові комплекси Vinhomes в Ханої і в ряді міст країни. Акції Vingroup були розміщені на В'єтнамській фондовій біржі, компанія входить у п'ятірку найдорожчих компаній, що торгуються на біржі. 53 % акцій Vingroup — основа статку Фам Нят Вионга, оціненого журналом Forbes у 2021 році в 7,3 мільярда доларів.
З 2017 року є власником автомобільної компанії VinFast.

## Нагороди
- Орден «За заслуги» ІІІ ступеня (Україна, 22 серпня 2020) — за вагомий особистий внесок у зміцнення міжнародного авторитету України, розвиток міждержавного співробітництва, плідну громадську діяльність[3].